# Slušovice
Slušovice är en stad i Tjeckien.   Den ligger i regionen Zlín, i den östra delen av landet, 260 km öster om huvudstaden Prag. Slušovice ligger 275 meter över havet och antalet invånare är 2 904.
Terrängen runt Slušovice är kuperad österut, men västerut är den platt. Slušovice ligger nere i en dal. Runt Slušovice är det ganska tätbefolkat, med 72 invånare per kvadratkilometer. Närmaste större samhälle är Zlín, 9,8 km väster om Slušovice. I omgivningarna runt Slušovice växer i huvudsak blandskog.